# (4091) Lowe
(4091) Lowe (1986 TL2) – planetoida z pasa głównego asteroid okrążająca Słońce w ciągu 5 lat i 248 dni w średniej odległości 3,18 j.a. Została odkryta 7 października 1986 roku przez Edwarda Bowella.